# موگیلیتسا
موگیلیتسا (به بلغاری: Mogilitsa) یک منطقهٔ مسکونی در بلغارستان است که در استان اسمولیان واقع شده‌است.
 موگیلیتسا  ۳۹۱ نفر جمعیت دارد و ۱٬۰۴۱ متر بالاتر از سطح دریا واقع شده‌است.